# تيريزا إيرنهارد
تيريزا إيرنهارد (بالإنجليزية: Teresa Earnhardt)‏ هي مالكة فريق ناسكار ‏ أمريكية، ولدت في 20 ديسمبر 1958 في هيكري في الولايات المتحدة.